# Probo (console 513)
Flavio Probo (latino: Flavius Probus; fl. 513) è stato un politico romano.

## Biografia
Probo proveniva da una famiglia di grande cultura e lui stesso era rinomato per i propri studi; vir inlustris, fu nominato console d'Occidente nel 513.